# Heucourt-Croquoison
Heucourt-Croquoison est une commune française située dans le département de la Somme, en région Hauts-de-France.

## Géographie

### Localisation
Heucourt-Croquoison est un village picard du Vimeu.
À vol d'oiseau, la localité est située à 6 km au sud-ouest d'Airaines, 9 km au sud-est de Oisemont, 20 km au sud-est d'Abbeville et à 30 km à l'ouest d'Amiens.
Le territoire de la commune est limitrophe de ceux de cinq communes.
Les communes limitrophes sont  Allery, Métigny, Vergies, Épaumesnil et Étréjust.

### Hydrographie
La commune est située dans le bassin Artois-Picardie. Elle n'est drainée par aucun cours d'eau.

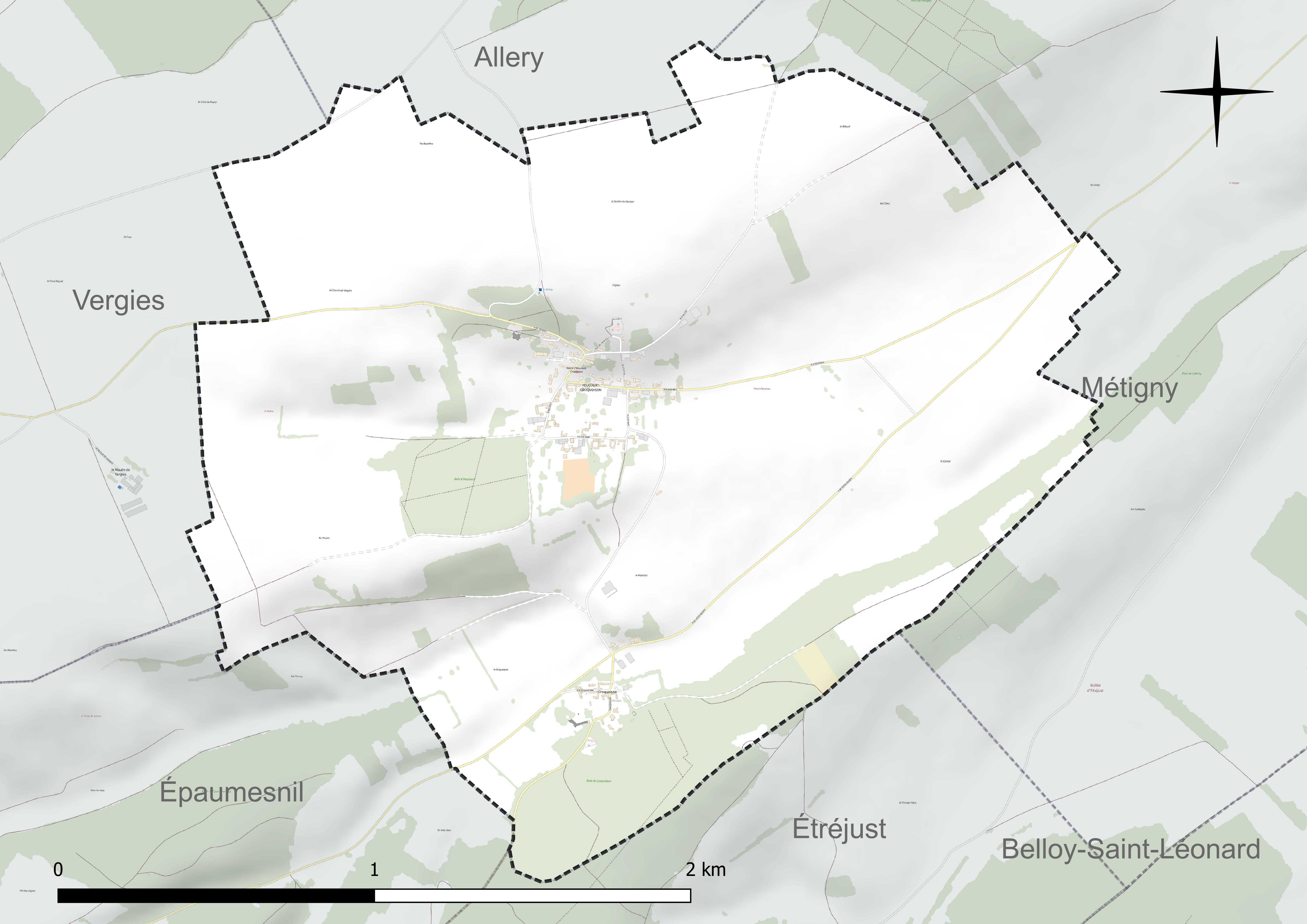
Réseau hydrographique d'Heucourt-Croquoison.

### Climat
Pour des articles plus généraux, voir Climat des Hauts-de-France et Climat de la Somme.
En 2010, le climat de la commune est de type climat océanique altéré, selon une étude du CNRS s'appuyant sur une série de données couvrant la période 1971-2000. En 2020, Météo-France publie une typologie des climats de la France métropolitaine dans laquelle la commune est exposée à un climat océanique et est dans la région climatique Côtes de la Manche orientale, caractérisée par un faible ensoleillement (1 550 h/an) ; forte humidité de l'air (plus de 20 h/jour avec humidité relative > 80 % en hiver), vents forts fréquents.
Pour la période 1971-2000, la température annuelle moyenne est de 10,5 °C, avec une amplitude thermique annuelle de 13,2 °C. Le cumul annuel moyen de précipitations est de 766 mm, avec 11,9 jours de précipitations en janvier et 8,3 jours en juillet. Pour la période 1991-2020, la température moyenne annuelle observée sur la station météorologique la plus proche, située sur la commune d'Oisemont à 9 km à vol d'oiseau, est de 11,1 °C et le cumul annuel moyen de précipitations est de 801,4 mm,. Pour l'avenir, les paramètres climatiques de la commune estimés pour 2050 selon différents scénarios d'émission de gaz à effet de serre sont consultables sur un site dédié publié par Météo-France en novembre 2022.

## Urbanisme

### Typologie
Au 1er janvier 2024, Heucourt-Croquoison est catégorisée commune rurale à habitat dispersé, selon la nouvelle grille communale de densité à sept niveaux définie par l'Insee en 2022.
Elle est située hors unité urbaine. Par ailleurs la commune fait partie de l'aire d'attraction d'Amiens, dont elle est une commune de la couronne,. Cette aire, qui regroupe 369 communes, est catégorisée dans les aires de 200 000 à moins de 700 000 habitants,.

### Occupation des sols
L'occupation des sols de la commune, telle qu'elle ressort de la base de données européenne d'occupation biophysique des sols Corine Land Cover (CLC), est marquée par l'importance des territoires agricoles (88,5 % en 2018), une proportion identique à celle de 1990 (88,5 %). La répartition détaillée en 2018 est la suivante : 
terres arables (70,9 %), zones agricoles hétérogènes (17,6 %), forêts (11,5 %). L'évolution de l'occupation des sols de la commune et de ses infrastructures peut être observée sur les différentes représentations cartographiques du territoire : la carte de Cassini (XVIIIe siècle), la carte d'état-major (1820-1866) et les cartes ou photos aériennes de l'IGN pour la période actuelle (1950 à aujourd'hui).

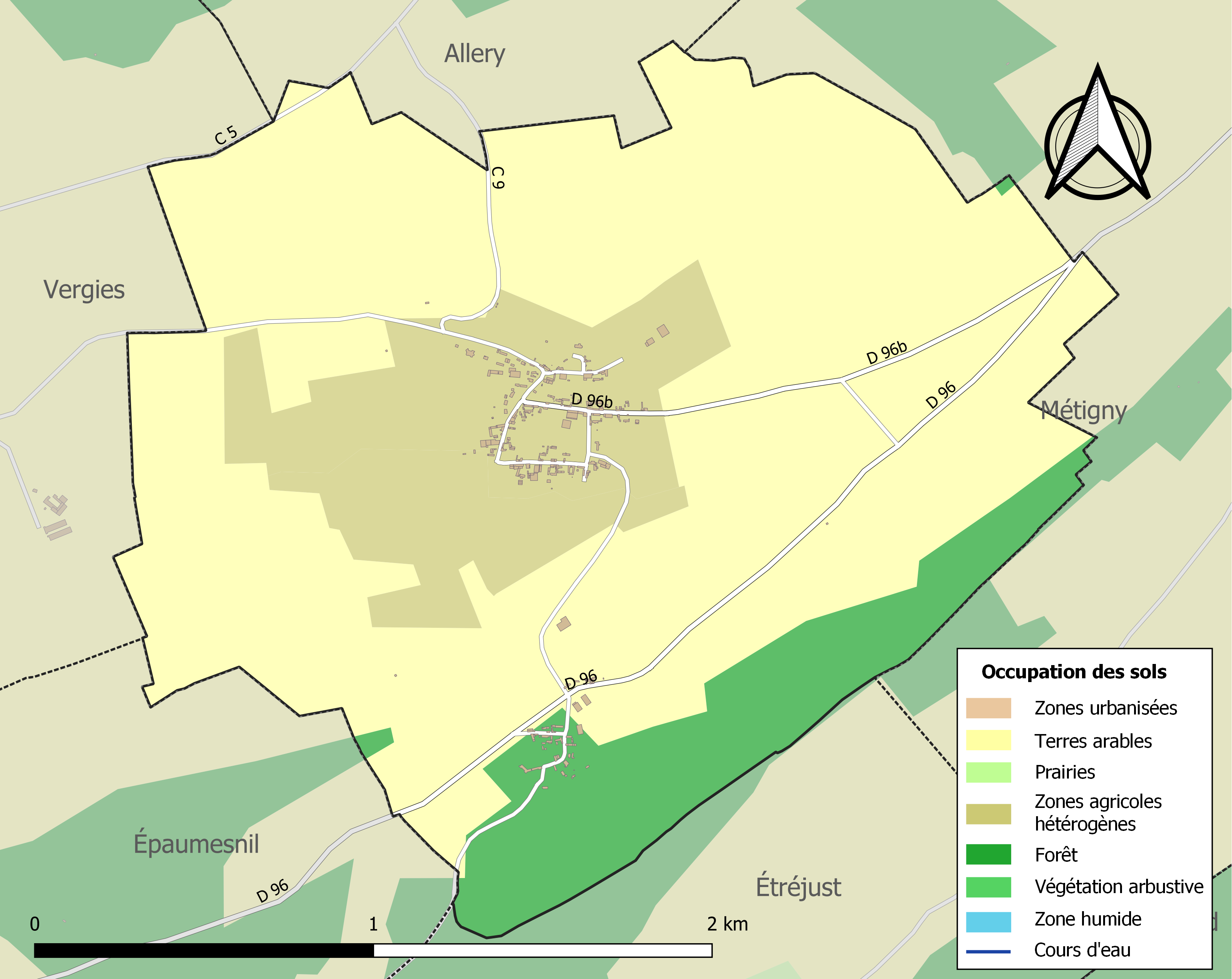
Carte des infrastructures et de l'occupation des sols de la commune en 2018 (CLC).

## Toponymie
Heucourt est attesté sous les formes Hoecort en 1164 ; Hoecort en 1164 ; Heucuria en 116. ; Heuecort en 1166 ; Haocurt en 1176 ; Heucourt en 1177 ; Heuencourt en 1301 ; Hoeucourt en 1507 ; Hocourt en 1369 ; Hencourt en 1646 ; Henecourt en 1648 ; Haucourt en 1733 ; Heucourt-Croquoison.
Croquoison est attesté sous les formes Croquoison en 1264 ; Crokoyson en 1301 ; Croque-oison au XIVe siècle ; Crocquoison en 1562 ; Croque-Oyson en 1637 ; Croicosson en 1648 ; Cocroison en 1761.

« Croque-oison : lieu, endroit où les oies sont mangées par les bêtes ou les gens ».

## Histoire
Les communes d'Heucourt et de Croquoison, instituées lors de la Révolution française,  fusionnent en 1840, formant Heucourt-Croquoison.

## Politique et administration

### Rattachements administratifs et électoraux
La commune se trouvait jusqu'en 2009 dans l'arrondissement d'Amiens du département de la Somme. De 2009 à 2016, elle est intégrée à l'arrondissement d'Abbeville, avant de réintégrer le 1er janvier 2017 l'arrondissement d'Amiens. Pour l'élection des députés, elle fait partie depuis 2012 de la troisième circonscription de la Somme.
Elle faisait partie depuis 1801 du canton d'Oisemont. Dans le cadre du redécoupage cantonal de 2014 en France, la commune est intégrée au canton de Poix-de-Picardie.

### Intercommunalité
La commune était membre de la petite communauté de communes de la Région d'Oisemont (CCRO), créée au 1er janvier 1995.
Dans le cadre des dispositions de la loi portant nouvelle organisation territoriale de la République du 7 août 2015, qui prévoit que les établissements publics de coopération intercommunale (EPCI) à fiscalité propre doivent avoir un minimum de 15 000 habitants, la préfète de la Somme propose en octobre 2015 un projet de nouveau schéma départemental de coopération intercommunale (SDCI) qui prévoit la réduction de 28 à 16 du nombre des intercommunalités à fiscalité propre du département.
Ce projet prévoit la « fusion des communautés de communes du Sud-Ouest Amiénois, du Contynois et de la région d'Oisemont », le nouvel ensemble de 37 412 habitants regroupant 120 communes,. À la suite de l'avis favorable de la commission départementale de coopération intercommunale en janvier 2016, la préfecture sollicite l'avis formel des conseils municipaux et communautaires concernés en vue de la mise en œuvre de la fusion.
La communauté de communes Somme Sud-Ouest (CC2SO), dont est désormais membre la commune, est ainsi créée au 1er janvier 2017.

### Liste des maires
| Période                                  | Période                   | Identité         | Étiquette | Qualité                    |
| ---------------------------------------- | ------------------------- | ---------------- | --------- | -------------------------- |
| Les données manquantes sont à compléter. |                           |                  |           |                            |
| vers 1951                                |                           | Martial Delassus | SFIO      | Cultivateur exploitant     |
| mars 2001                                | février 2015              | Gervais Vaquer,  |           | Décédé en fonction         |
| Les données manquantes sont à compléter. |                           |                  |           |                            |
| mai 2020                                 | En cours (au 6 août 2020) | Florence Vaquer  |           | Négociatrice en Immobilier |

## Démographie
L'évolution du nombre d'habitants est connue à travers les recensements de la population effectués dans la commune depuis 1793. Pour les communes de moins de 10 000 habitants, une enquête de recensement portant sur toute la population est réalisée tous les cinq ans, les populations de référence des années intermédiaires étant quant à elles estimées par interpolation ou extrapolation. Pour la commune, le premier recensement exhaustif entrant dans le cadre du nouveau dispositif a été réalisé en 2008.

En 2022, la commune comptait 107 habitants, en évolution de −12,3 % par rapport à 2016 (Somme : −1,26 %, France hors Mayotte : +2,11 %).
| 1793 | 1800 | 1806 | 1821 | 1831 | 1836 | 1841 | 1846 | 1851 |
| ---- | ---- | ---- | ---- | ---- | ---- | ---- | ---- | ---- |
| 200  | 189  | 231  | 251  | 265  | 285  | 330  | 324  | 328  |

| 1856 | 1861 | 1866 | 1872 | 1876 | 1881 | 1886 | 1891 | 1896 |
| ---- | ---- | ---- | ---- | ---- | ---- | ---- | ---- | ---- |
| 316  | 315  | 317  | 311  | 312  | 311  | 294  | 277  | 280  |

| 1901 | 1906 | 1911 | 1921 | 1926 | 1931 | 1936 | 1946 | 1954 |
| ---- | ---- | ---- | ---- | ---- | ---- | ---- | ---- | ---- |
| 261  | 240  | 237  | 185  | 193  | 166  | 173  | 191  | 184  |

| 1962 | 1968 | 1975 | 1982 | 1990 | 1999 | 2006 | 2008 | 2013 |
| ---- | ---- | ---- | ---- | ---- | ---- | ---- | ---- | ---- |
| 133  | 104  | 104  | 82   | 89   | 101  | 113  | 116  | 122  |

| 2018 | 2022 | - | - | - | - | - | - | - |
| ---- | ---- | - | - | - | - | - | - | - |
| 112  | 107  | - | - | - | - | - | - | - |

## Culture locale et patrimoine

### Lieux et monuments
- Le cimetière des protestants. La commune fut un haut lieu du protestantisme en Picardie[35]. Un temple fut d'ailleurs édifié en 1833. En 1940, on y pratiquait encore le culte. L'édifice fut cependant détruit en 1949 car il menaçait de s'effondrer. Il existe encore de nos jours, dans le cimetière communal, à droite en entrant, le cimetière des protestants.
- Chapelle à identifier (auprès de l'église).
- Église Saint-Firmin de Croquoison, des XVe et XVIe siècles[36].
- Église Saint-Martin d'Heucourt qui se dresse au bord du plateau surplombant le village d'Heucourt. Isolée au bord des champs et des bois, elle date du XIIIe siècle[37].
- Manoir de Croquoison, des XVe, XVIIe et XVIIIe siècles[38].
- Parc du château d'Heucourt[39].

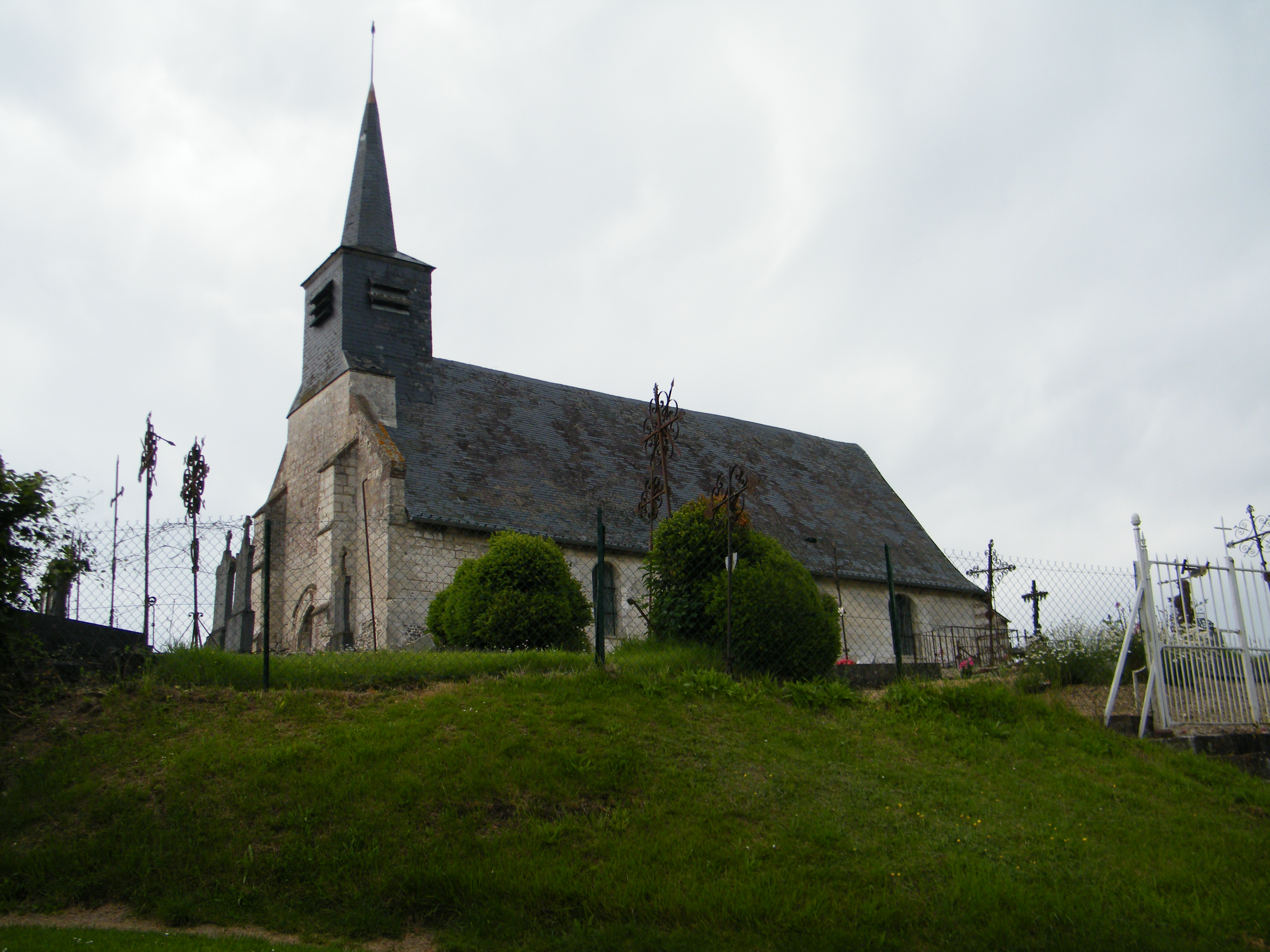
Église Saint-Martin d'Heucourt.
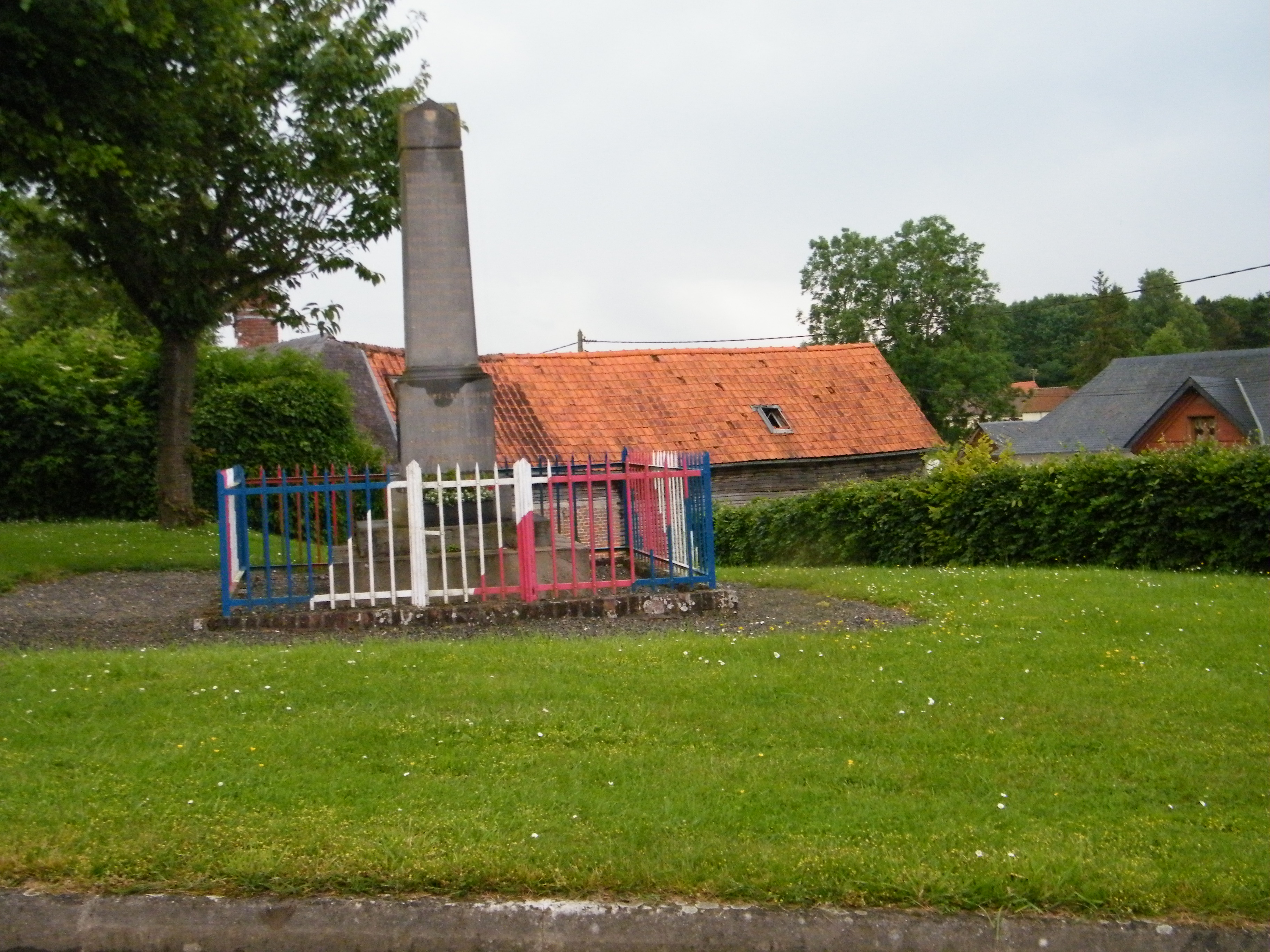
Monument à Heucourt.
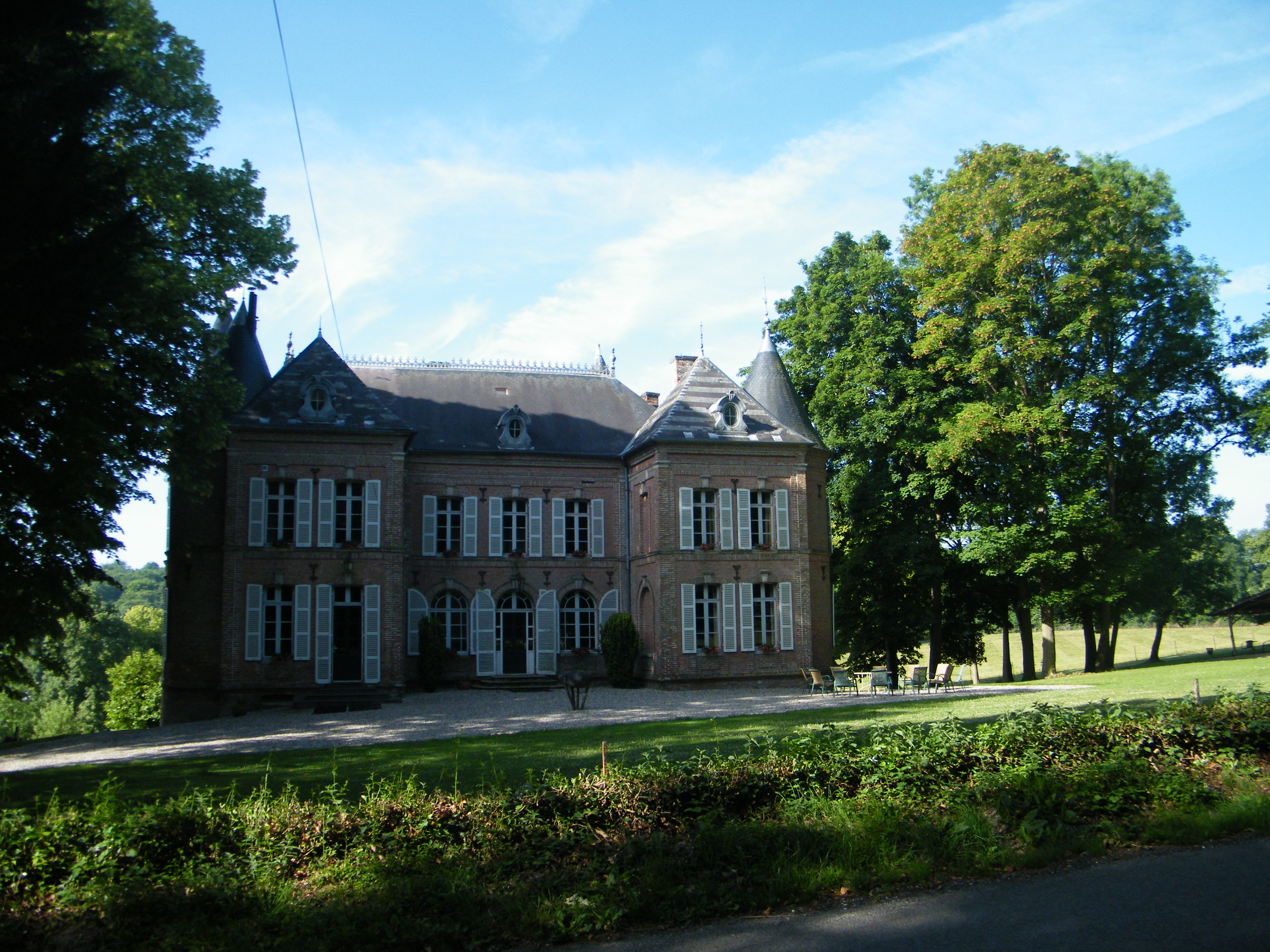
Château d'Heucourt.
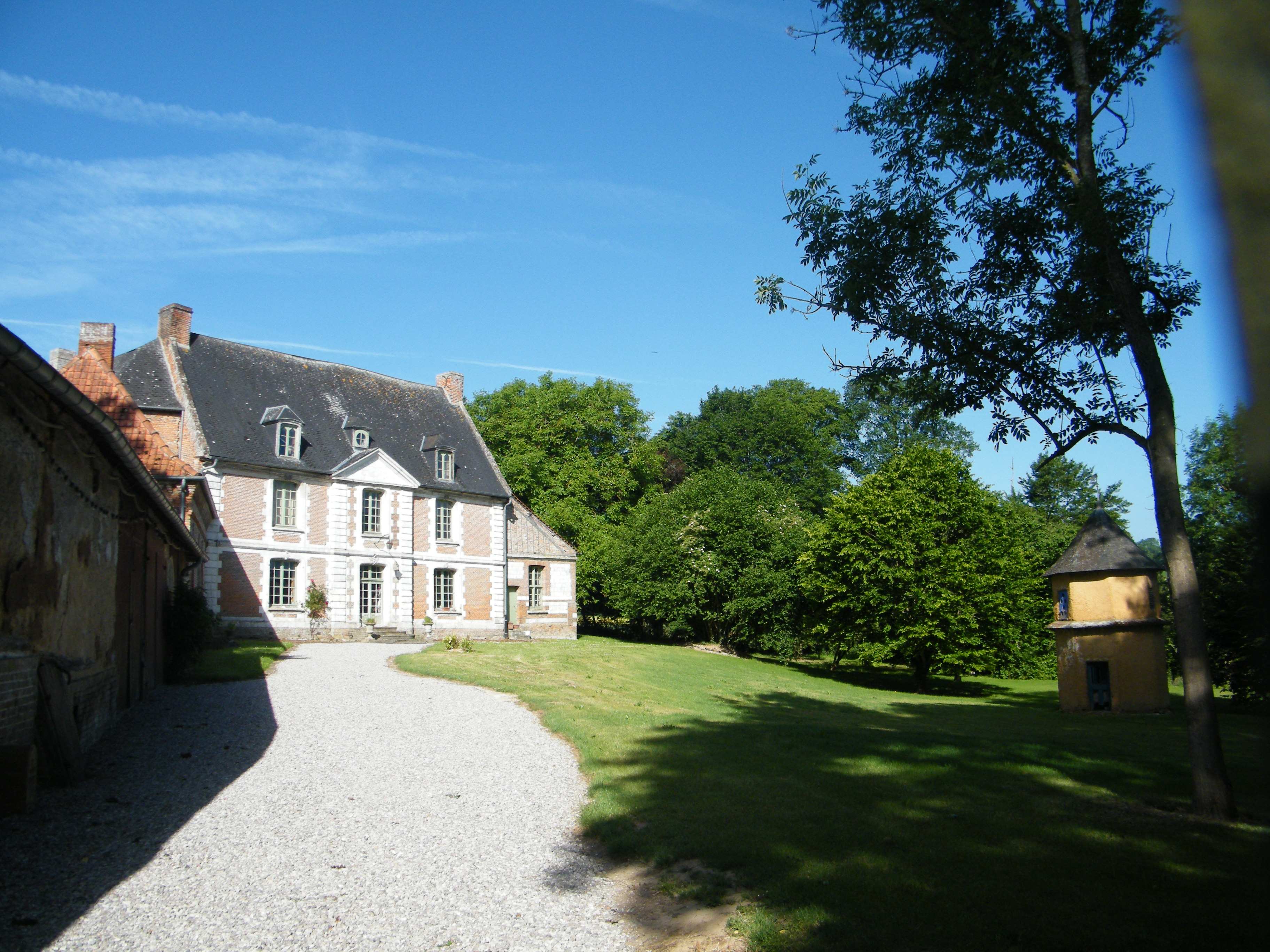
Manoir de Croquoison.
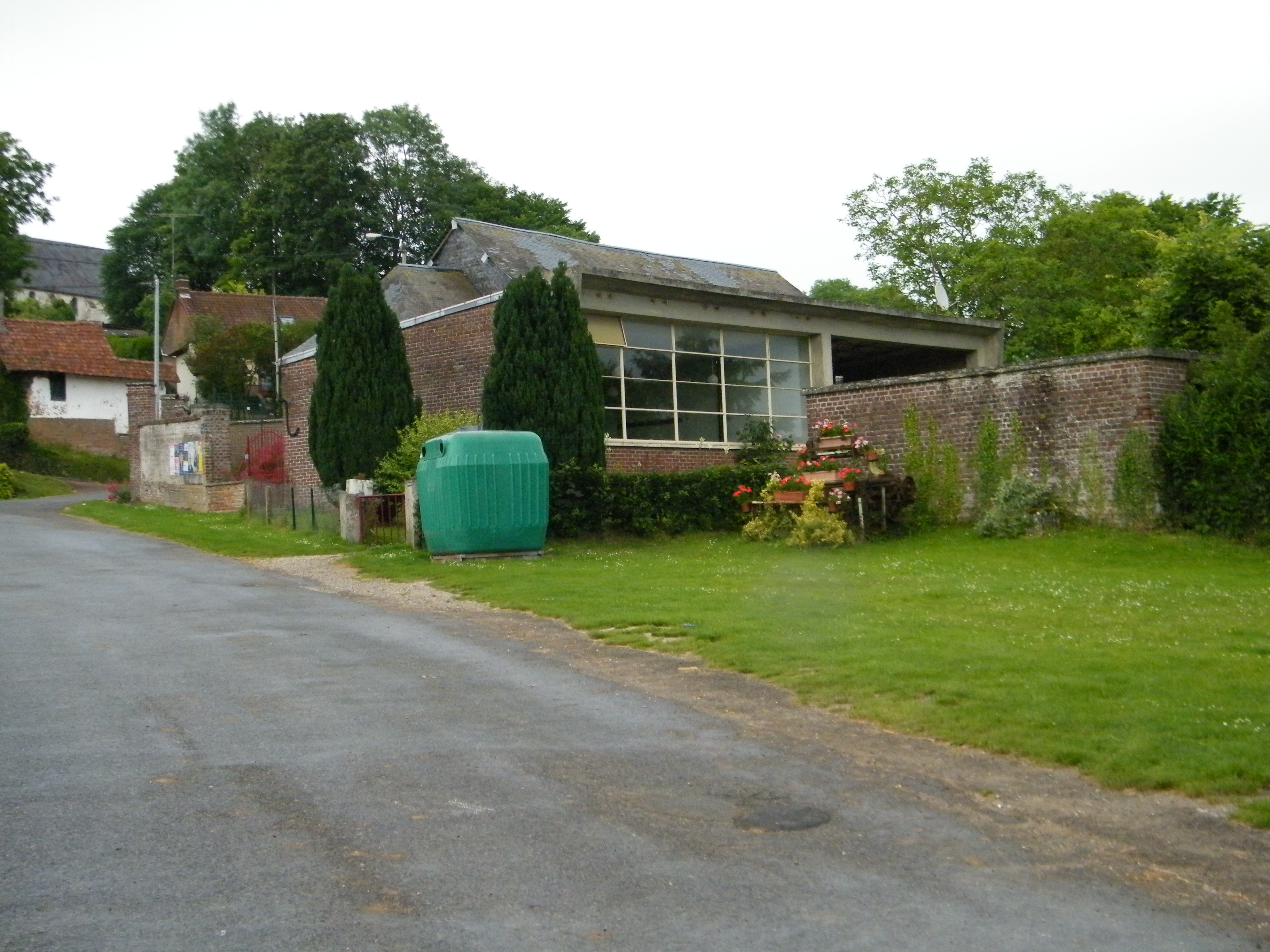
Bâtiments communaux à Heucourt.
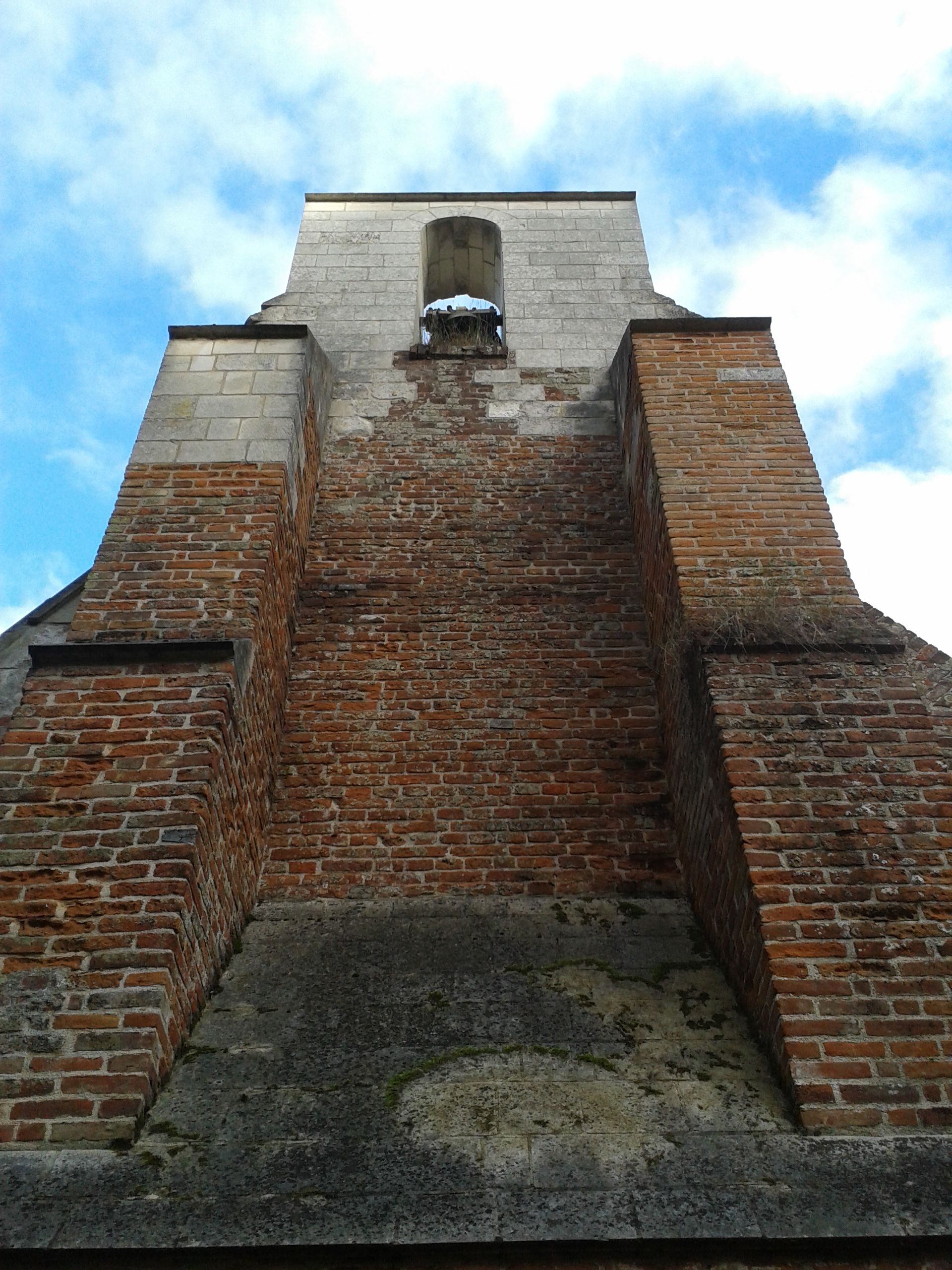
Clocher à Croquoison.

### Héraldique
|  | Les armes de la commune se blasonnent ainsi : d'argent au franc-canton de gueules. |